# أرت روني الثاني
أرت روني الثاني (بالإنجليزية: Art Rooney II)‏ هو محامي أمريكي، ولد في 14 سبتمبر 1952 في بيتسبرغ في الولايات المتحدة.